# Hiszpania na Letnich Igrzyskach Olimpijskich 1900
Hiszpanię na Letnich Igrzyskach Olimpijskich 1900 w Paryżu reprezentowało 9 zawodników, wyłącznie mężczyzn. Reprezentacja wywalczyła jeden medal. Najmłodszym zawodnikiem w reprezentacji był wioślarz Ricardo Margarit (15 lat 260 dni), a najstarszym szermierz Mauricio Ponce de Léon (35 lat 227 dni).

## Zdobyte medale
| Medal | Zawodnik                          | Dyscyplina | Konkurencja         | Rezultat |
| ----- | --------------------------------- | ---------- | ------------------- | -------- |
| Złoto | Francisco Villota José de Amézola | Pelota     | Turniej par męskich | nieznany |

## Skład kadry

### Basque pelota
- José de Amézola
- Francisco Villota

Wyniki rozgrywek nie są znane

### Jeździectwo
Konkurencje nieolimpijskie
| Zawodnik                           | Konkurencja                  | Finał              | Finał              |
| Zawodnik                           | Konkurencja                  | Wynik              | Miejsce            |
| ---------------------------------- | ---------------------------- | ------------------ | ------------------ |
| Luis Antonio, Markiz de Guadalmina | Powożenie zaprzęgami konnymi | Nie sklasyfikowany | Nie sklasyfikowany |

### Szermierka
| Zawodnik               | Konkurencja     | Runda 1                                                     | Runda 1 | Ćwierćfinały  | Ćwierćfinały  | Półfinały | Półfinały     | Finał         | Finał         | Pozycja       |
| Zawodnik               | Konkurencja     | Przeciwnik                                                  | Wynik   | Przeciwnik    | Wynik         | Przeciwnik | Wynik         | Przeciwnik    | Wynik         | Pozycja       |
| ---------------------- | --------------- | ----------------------------------------------------------- | ------- | ------------- | ------------- | --- | ------------- | ------------- | ------------- | ------------- |
| Mauricio Ponce de Léon | floret amatorzy | Felix Debax                                                 | W       | Léon Thiébaut | P             | Nie awansował                                                                                                 | Nie awansował | Nie awansował | Nie awansował | Nie awansował |
| Mauricio Ponce de Léon | szpada amatorzy | Léon Sée Eduardo Camet Carlos de Candamo de Meuse Rodrigues | b.d     | Nie awansował | Nie awansował | Nie awansował                                                                                                 | Nie awansował | Nie awansował | Nie awansował | Nie awansował |
| Mauricio Ponce de Léon | szabla amatorzy | b.d                                                         | b.d     |               |               | Amon Ritter von Gregurich Heinrich von Tenner Claude de Boissière Léon Thiébaut Hugó Hoch Stagliano Todoresku | b.d           | Mie awansował | Mie awansował | Mie awansował |

### Wioślarstwo
| Zawodnik                                                                                            | Konkurencja | Runda 1              | Runda 1              | Półfinały     | Półfinały     | Finał          | Finał          | Miejsce        |
| Zawodnik                                                                                            | Konkurencja | Czas                 | M.                   | Czas          | M.            | Czas           | M.             | Miejsce        |
| --------------------------------------------------------------------------------------------------- | ----------- | -------------------- | -------------------- | ------------- | ------------- | -------------- | -------------- | -------------- |
| Antonia Vela Vivó                                                                                   | M1x         | Nie ukończył wyścigu | Nie ukończył wyścigu | Nie awansował | Nie awansował | Nie awansował  | Nie awansował  | Nie awansował  |
| Juan Camps Mas José Fórmica Corsi Ricardo Margarit Calvet Orestes Quintana y Vigo Antonio Vela Vivó | M4x+        |                      |                      | 6:38,4        | 2.            | Nie awansowali | Nie awansowali | Nie awansowali |